# Epimecis fumistrota
Epimecis fumistrota är en fjärilsart som beskrevs av W. Warren 1904. Epimecis fumistrota ingår i släktet Epimecis och familjen mätare. Inga underarter finns listade i Catalogue of Life.